# Nicaraguas flag
Nicaraguas flag blev indført den 4. september 1908, men blev først gjort officielt den 27. august 1971.
Flagets farver, blå og hvid, er inspireret af det flag, der blev brugt under Mellemamerikas Forenede Stater samt Argentinas flag. I det hvide felt er landets våbenskjold placeret.